# Umajłasułazda
Umajłasułazda (ros. Умайласулазда) – wieś w Rosji, w Dagestanie, w rejonie gunibskim. W 2010 liczyła 14 mieszkańców, głównie Awarów.